# Katie Bouman
Katherine Louise Bouman (født 1989/1990) er en amerikansk ingeniør og datalog, der arbejder med computer-genererede billeder. Hun ledte udviklingen af en algoritme til at fremstille billeder af sorte huller kaldet Continuous High-resolution Image Reconstruction using Patch priors (CHIRP) og var en del af Event Horizon Telescope-holdet, som publicerede det første billede af et sort hul.
I juni 2019 blev hun ansat som lektor på California Institute of Technology, og i 2020 modtog hun en såkaldt "leadership chair", hvilket gav hende yderligere økonomisk støtte til hende arbejde.